# Рјохеи Мичибучи
Рјохеи Мичибучи (јап. 道渕 諒平; Сендај, 16. јун 1994) је јапански фудбалер.

## Каријера
Током каријере играо је за Ванфоре Кофу, Вегалта Сендај, Чунгнам Асан, Балцан и Семен Паданг.
Дана. 24. јуна 2021, Мичибучи је потписао уговор са Радничким из Ниша.
Дана. 26. јануара 2025, Мичибучи је потписао уговор са Смедеревом 1924.

## Лични живот
Мичибучи је ухапшен у јулу 2017. године због насиља у породици.